# Trichocereus coquimbanus
Trichocereus coquimbanus là một loài thực vật có hoa trong họ Cactaceae. Loài này được (Molina) Britton & Rose miêu tả khoa học đầu tiên năm 1920.